# Международный день демократии
Международный день демократии (на других официальных языках ООН: англ. International Day of Democracy, араб. اليوم الدولي للديمقراطية, ‎исп. Día Internacional de la Democracia, кит. 国际民主日, фр. la Journée internationale de la  démocratie
) — провозглашён Генеральной Ассамблеей ООН 13 декабря 2007 года в резолюции, посвящённой поддержке усилий правительств по развитию и упрочению демократий (Резолюция № A/RES/62/7). Отмечается ежегодно 15 сентября начиная с 2008 года. Международный день демократии был учреждён в связи с принятием в сентябре 1997 года Межпарламентским союзом Всеобщей декларации о демократии.
В резолюции предлагается государствам-членам ООН, правительственным и неправительственным организациям, частным лицам отмечать этот день с целью повышения информированности общественности. Резолюция призывает Генерального секретаря ООН принять меры для того, чтобы ООН отмечала Международный день демократии.
Генеральный секретарь ООН Пан Ги Мун в своём послании от 15 сентября 2009 года отметил:

«Демократия важна не только сама по себе — это ещё и мощный фактор, стимулирующий социально-экономический прогресс, поддержание международного мира и безопасности и уважение основных прав и свобод».

## Ежегодные темы дня
- 2009 год — «Демократия это…»
- 2010 год — «Демократия и цели развития тысячелетия»
- 2011 год — «Мир и демократия: сделайте так, чтобы ваш голос был услышан»
- 2012 год — «Образование для демократии»
- 2013 год — «Усиливаете голоса демократии»
- 2014 год — «Участие молодёжи в демократии»
- 2015 год — «Пространство для гражданского общества»
- 2016 год — «Повестка дня в области устойчивого развития на период до 2030 года»
- 2017 год — «Демократия и предотвращение конфликтов»
- 2018 год — «Демократия во времена стресса: решения для меняющегося мира»
- 2019 год — «Участие»
- 2020 год — «Служение демократии во время пандемии COVID-19»
- 2021 год — «Повышение устойчивости демократии перед лицом будущих кризисов»
- 2022 год — «Защищайте свободу прессы во имя демократии»
- 2023 год — «Расширение прав и возможностей следующего поколения»
- 2024 год — «Использование Искусственного Интеллекта для управления и вовлечения граждан»